# Kerk van de Kruisverheffing
De Kerk van de Kruisverheffing (Roemeens: Biserica Înălțarea Sfintei Cruci) in Pătrăuți (Roemenië) is een van de beschilderde kerken in Moldavië op de Werelderfgoedlijst van UNESCO. De orthodoxe kerk werd gebouwd in 1487 onder de Moldavische heerser Stefaan de Grote.

## Fresco's
De fresco's aan de binnenzijde van de kerk van een anonieme kunstenaar getuigen van een grote helderheid en kunstzinnigheid. De getoonde onderwerpen en de sobere expressiewijze zijn trouw aan de traditionele byzantijnse iconografie. Het kleurgebruik met als hoofdtint een donker oker is rustig en harmonieus.
De fresco's in de naos, het centrale deel van de kerk waar het volk verzamelt, zijn gewijd aan de hemelse hiërarchie. Jezus wordt er als pantokrator afgebeeld omgeven door gewapende engelen, de profeten en de twaalf apostelen. Op de vier timpanen zijn de vier grote feesten in Jezus' leven afgebeeld: de Geboorte, de Opdracht in de tempel, het Doopsel en de Transfiguratie. De bovenste delen van de naos tonen scènes uit het leven en het lijden van Christus. Op de westelijke gevel wordt de kruisiging afgebeeld. Op de zuidwestelijke muur is er een afbeelding van Stefaan de Grote met zijn familie.
In het sanctuarium, voorbehouden aan de priester, is de Moeder met Kind afgebeeld alsook drie scènes: de voetwassing, de gemeenschap van de apostelen en het laatste avondmaal. Onderaan zijn de grote theologen uit het christendom afgebeeld.
In de pronaos zijn Maria, heiligen (onderaan) en scènes met betrekking tot het Heilig Kruis (bovenaan), waar de kerk aan is gewijd. Hier is de afbeelding van de heiligen als gewapende ruiters, aangevoerd door de aartsengel Michaël, uitzonderlijk van kwaliteit.

## Galerij

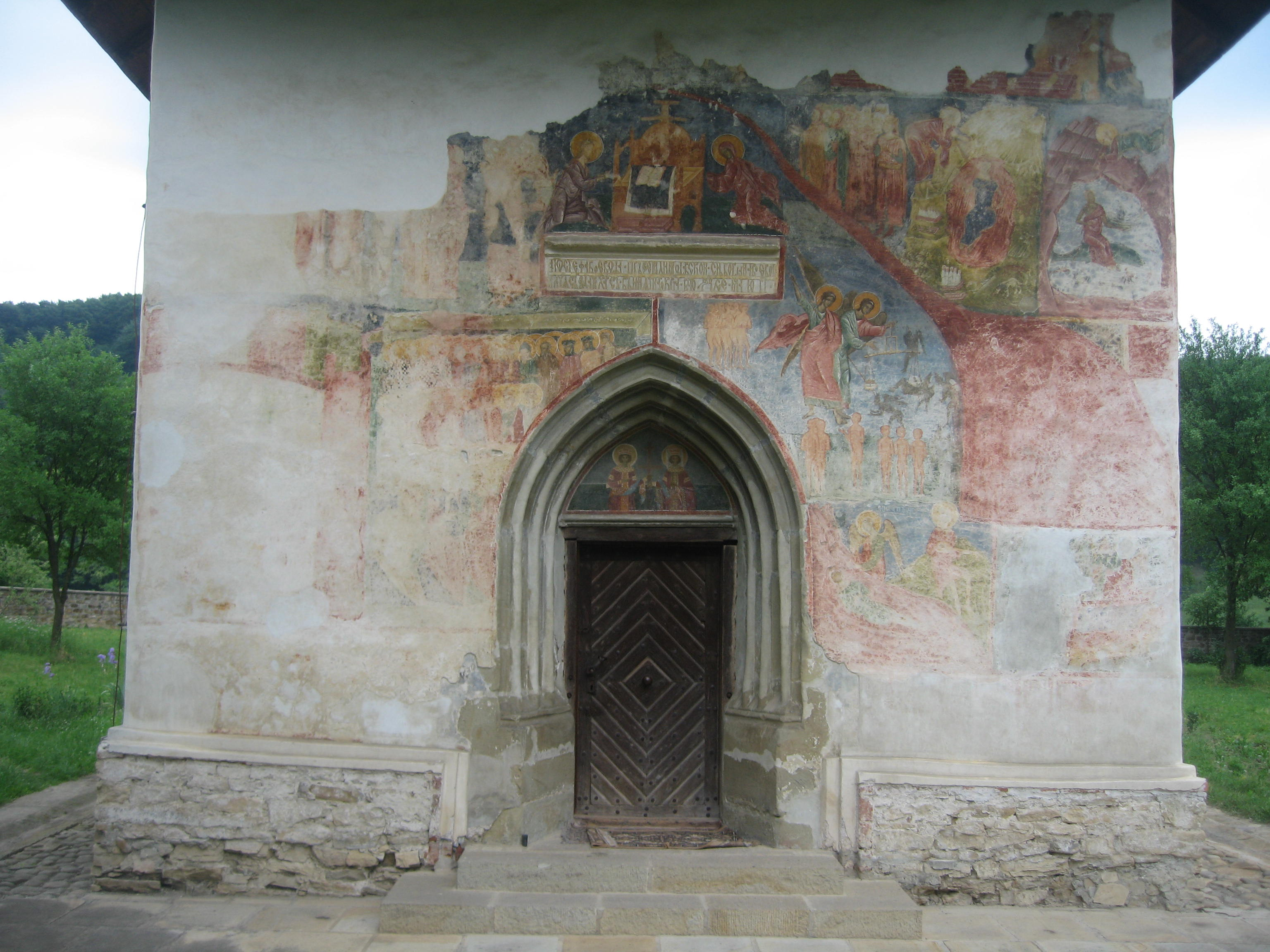
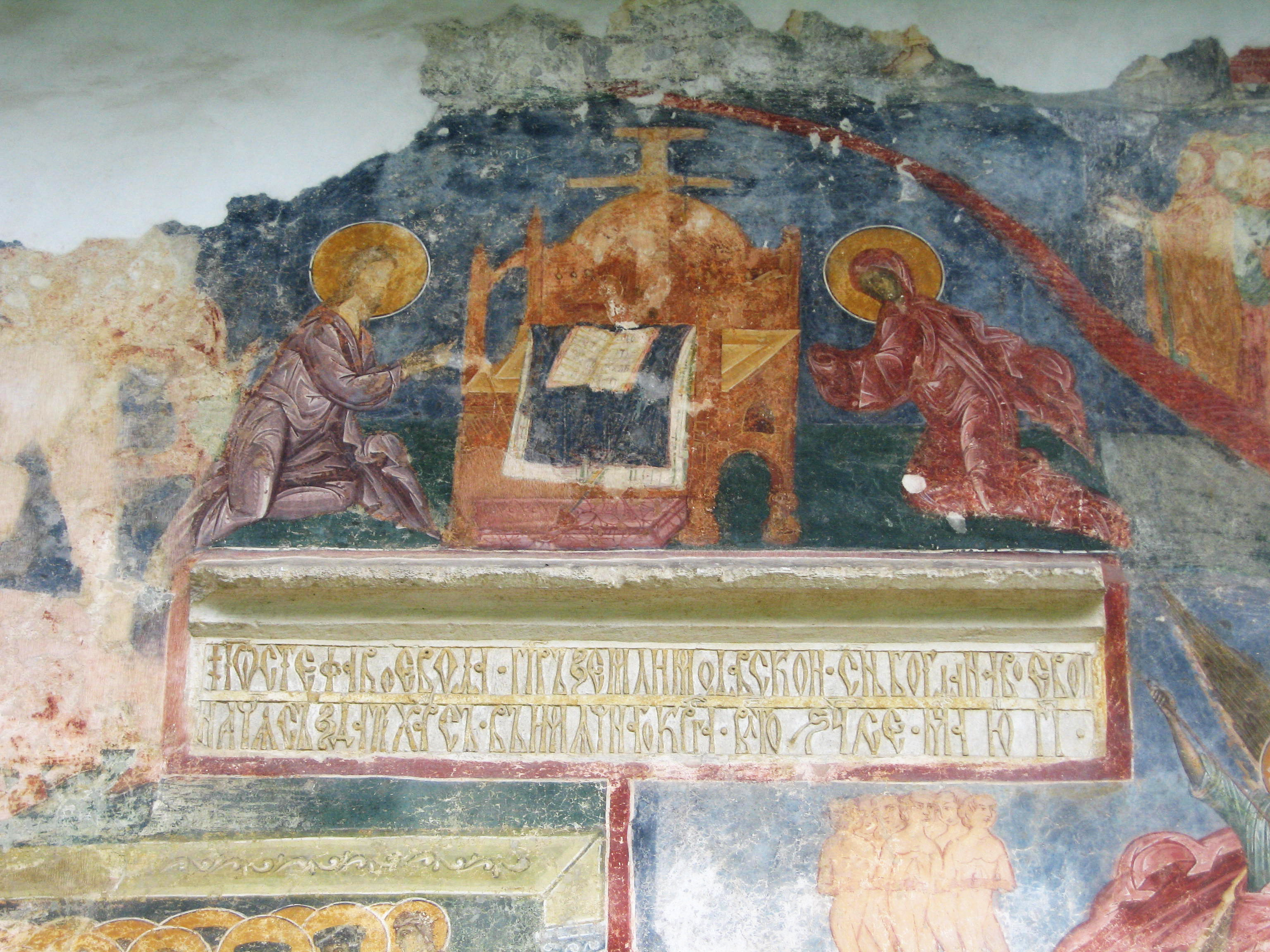
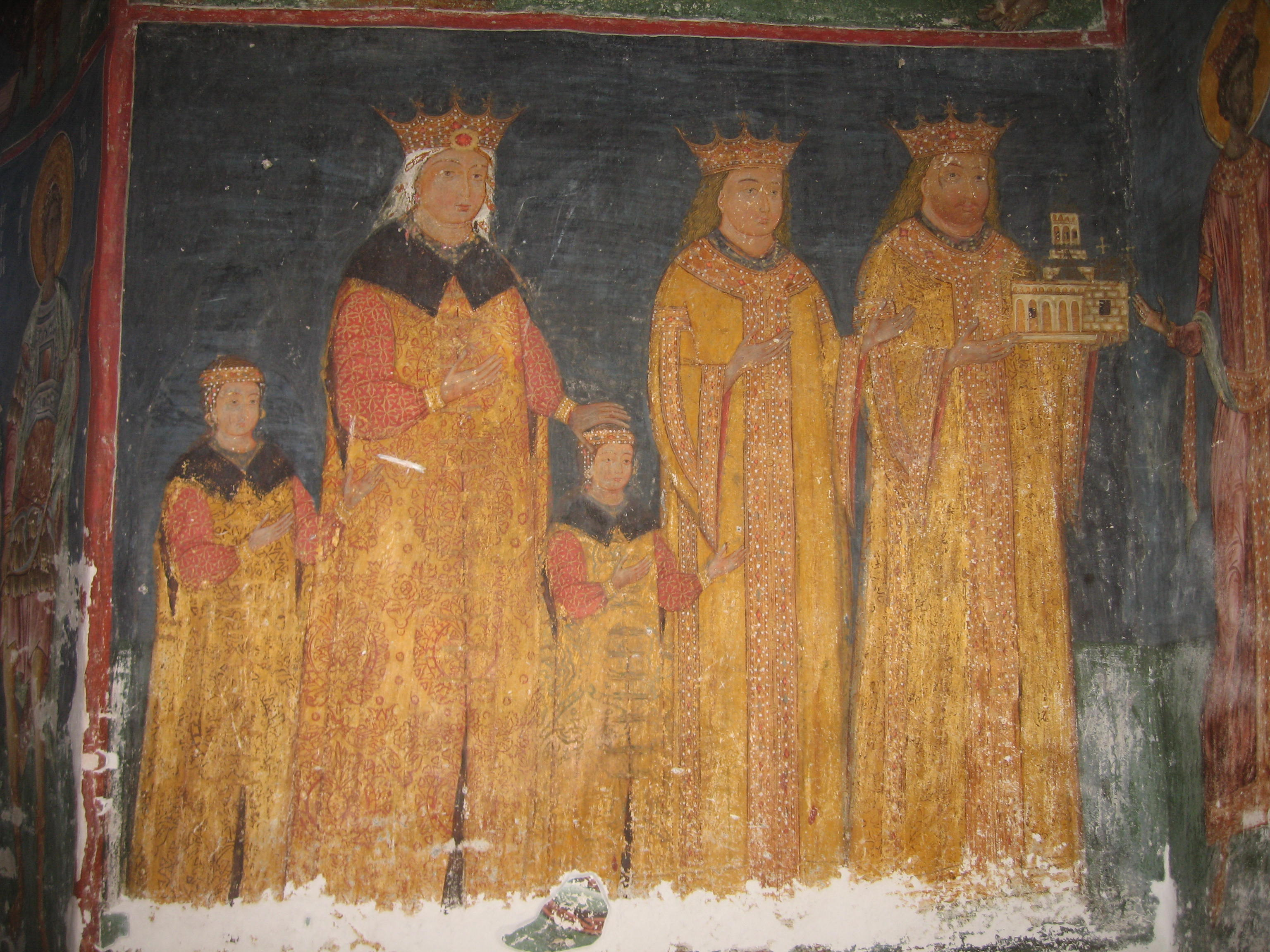
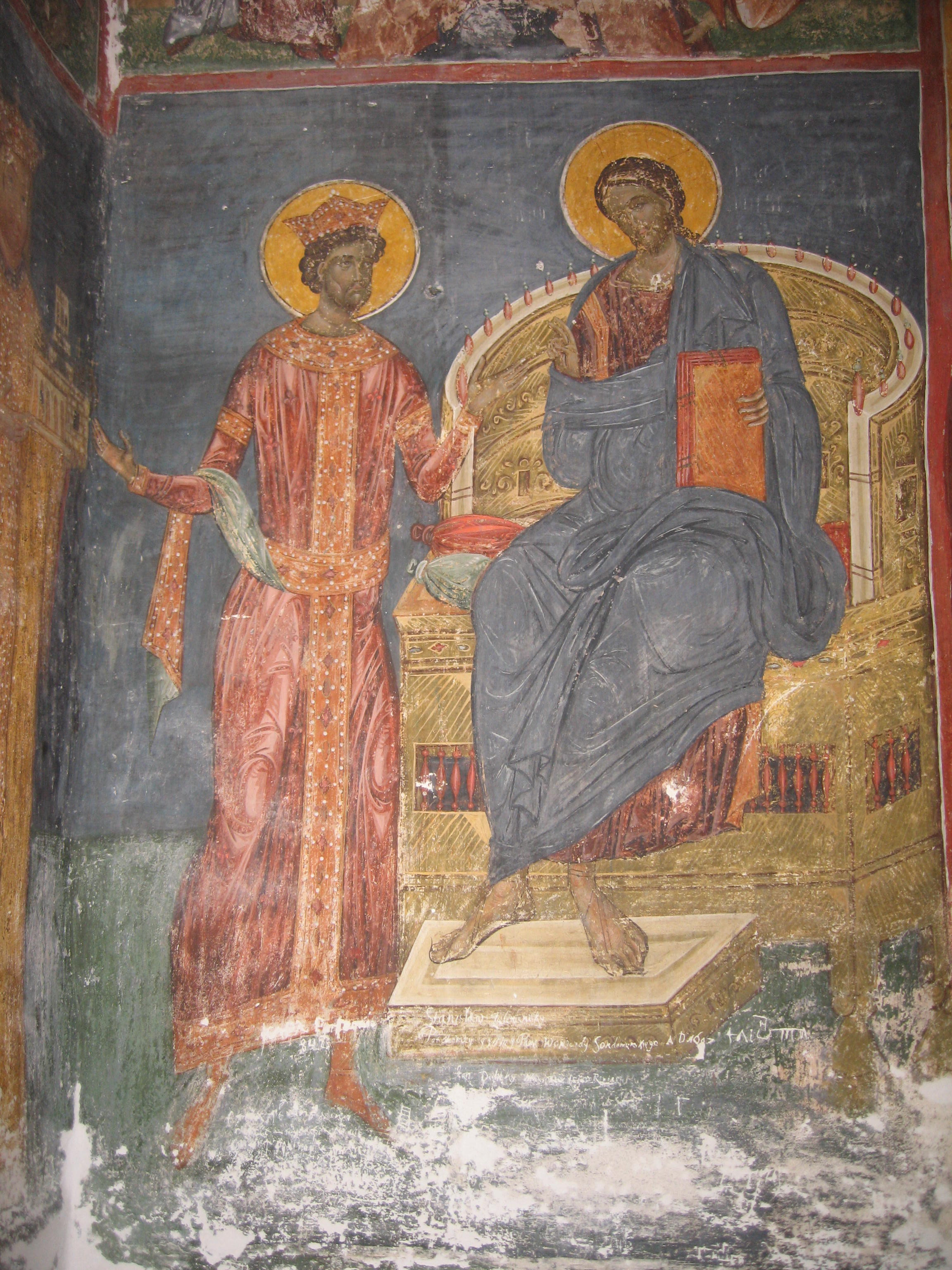

Donaudelta · 
Kerken in Moldavië · 
Klooster van Horezu · 
Dorpen met weerkerken in Transsylvanië · 
Dacische forten van het Orăştiegebergte · 
Historisch centrum van Sighișoara · 
Houten kerken in Maramureș · 
Oude en voorhistorische beukenbossen van de Karpaten en andere regio's van Europa  · 
Mijnlandschap van Roșia Montană · 
Grenzen van het Romeinse Rijk: Dacië · 
Monumentaal ensemble van Brâncuși in Târgu Jiu